# Sigrid Damm

Sigrid Damm, 1992

Sigrid Damm (* 7. Dezember 1940 in Gotha) ist eine deutsche Literaturwissenschaftlerin und Autorin zahlreicher Schriften zum „Weimarer Viergestirn“ Wieland, Goethe, Herder und Schiller.

## Leben
Sigrid Damm wuchs in Gotha auf, wo sie 1959 an der Arnoldischule ihr Abitur ablegte. Von 1959 bis 1965 studierte sie Germanistik und Geschichte an der Universität Jena. Anschließend war sie als Hochschuldozentin in Jena und Berlin tätig. 1970 promovierte sie mit der Arbeit Probleme der Menschengestaltung im Drama Hauptmanns, Hofmannsthals und Wedekinds zum Doktor der Philosophie. Daneben wirkte sie als Autorin an einer im Verlag Volk und Wissen erschienenen Geschichte der deutschen Literatur mit. Seit 1978 lebt und arbeitet sie als freie Schriftstellerin in Berlin und Mecklenburg. 1993 war sie Gastdozentin an den Universitäten in Edinburgh und Glasgow, 1994 an der Universität Hamburg.
Sigrid Damm ist in erster Linie Verfasserin von Werken über Personen aus dem Umkreis der Weimarer Klassik. Insbesondere mit ihren in einer Mischung aus Biographie und Fiktion geschriebenen Büchern über Goethes Jugendfreund Jakob Michael Reinhold Lenz und Goethes Ehefrau Christiane von Goethe erzielte sie Publikumserfolge. Die meisten ihrer Romane sind im 18. Jahrhundert angesiedelt.
Sigrid Damm ist Mitglied des PEN-Zentrums Deutschland und der Mainzer Akademie der Wissenschaften und der Literatur. Am 14. Dezember 2010 wurde ihr nach einem Beschluss des Stadtrats als erster Frau die Ehrenbürgerschaft ihrer Geburtsstadt Gotha verliehen.
Ihre Söhne sind ebenfalls künstlerisch tätig, Joachim Hamster Damm (* 1965) als Bühnenbildner und Tobias Damm (* 1969) als Computergrafiker.

## Schriften

### Als Autorin
- Probleme der Menschengestaltung im Drama Hauptmanns, Hofmannsthals und Wedekinds. Jena 1970 (Diss., Maschinenschr.)
- Vögel, die verkünden Land. Das Leben des Jakob Michael Reinhold Lenz. Berlin/Weimar 1985 (Nachdruck: Frankfurt am Main 1992)
- Cornelia Goethe. Aufbau-Verlag, Berlin/Weimar 1987.
  - Cornelia Goethe. Insel-Verlag, Frankfurt am Main 1988, 1989, 1992, 2005, 2006.
  - Cornelia Goethe. Turin 1991 (italienische Ausgabe)
  - Ubawareta-sain¯o: Koruneria-G¯ete. Tokio 1999 (Japanische Ausgabe)
- Ich bin nicht Ottilie. Roman. Suhrkamp, Frankfurt am Main/Leipzig 1992 (= suhrkamp taschenbücher. Band 2999).
- Am liebsten tät ich auf die Straße gehen und brüllen. Rundfunk-Essay (SR 1992).
- Diese Einsamkeit ohne Überfluß, Frankfurt am Main/Leipzig 1995.
- Die schönsten Liebesgedichte. insel taschenbuch 3469, Insel Verlag, Frankfurt am Main/Leipzig 1996, ISBN 978-3-458-35169-6.
- Das Bergwerk – Franz Fühmann. (Dokumentarfilm von Karlheinz Mund, Mitwirkung 1998)
- Christiane und Goethe. Eine Recherche. Frankfurt am Main/Leipzig 1998 (Platz 1 der Spiegel-Bestsellerliste vom 19. Juli bis zum 10. Oktober 1999)
  - Christiane y Goethe. Historia de una relación. Madrid 2000 (spanische Ausgabe)
  - Christiane et Goethe. Une recherche. Arles 2003 (französische Ausgabe)
- Atemzüge. Essays. Frankfurt am Main/Leipzig 1999.
- Tage- und Nächtebücher aus Lappland. Frankfurt am Main/Leipzig 2002 (gemeinsam mit Joachim Hamster Damm und Tobias Damm)
- Das Leben des Friedrich Schiller. Eine Wanderung. Frankfurt am Main/Leipzig 2004.
- Geheimnißvoll offenbar. Goethe im Berg. Mit farbigen Abbildungen von Hamster Damm. Insel Verlag, Frankfurt am Main/Leipzig 2009, ISBN 978-3-458-17443-1.
- Goethes letzte Reise. Insel Taschenbuch, Frankfurt am Main/Leipzig 2010, ISBN 978-3-518-46203-4.
- mit Hans-Joachim Simm: Einmal nur blick ich zurück. Auskünfte. Insel Verlag, Frankfurt am Main 2010, ISBN 978-3-458-35343-0.
- Wohin mit mir. Insel-Verlag, Berlin 2012, ISBN 978-3-458-17529-2.
- Goethes Freunde in Gotha und Weimar. Insel-Verlag, Berlin 2014, ISBN 978-3-458-17611-4.
- Sommerregen der Liebe. Goethe und Frau von Stein. Insel Verlag, Berlin 2015, ISBN 978-3-458-17644-2.
- Im Kreis treibt die Zeit. Insel Verlag, Berlin 2018, ISBN 978-3-458-17737-1.
- Wandern – ein stiller Rausch. Insel Verlag, Berlin 2020, ISBN 978-3-458-68118-2.
- Goethe und Carl August. Wechselfälle einer Freundschaft. Insel Verlag, Berlin 2020, ISBN 978-3-458-17871-2.

### Als Herausgeberin
- Jakob Michael Reinhold Lenz: Werke und Briefe. 3 Bände. Leipzig 1987.
- Caroline von Schelling: Begegnung mit Caroline. Leipzig 1979; Lizenzausgabe: Caroline von Schelling: „Lieber Freund, ich komme weit her schon an diesem frühen Morgen“. Briefe. Darmstadt 1980.
- Hyacinth und Rosenblüt. Märchen der deutschen Romantik. Berlin 1984.
- Caroline von Schelling: Die schönsten Liebesgedichte. Frankfurt am Main/Leipzig 1996.
- Caroline von Schelling: Die Kunst zu leben. Briefe. Frankfurt am Main/Leipzig 1997.
- Christiane von Goethe, Johann Wolfgang von Goethe: Behalte mich ja lieb! Christianes und Goethes Ehebriefe. Frankfurt am Main/Leipzig 1998 (Insel-Bücherei 1198).
- Christiane von Goethe: Christiane Goethe. Tagebuch. Tagebuch 1816 und Briefe. Nach der Handschrift herausgegeben von Sigrid Damm. Mit zahlreichen Abbildungen. Insel-Taschenbuch 2561. Insel Verlag, Frankfurt a. M./Leipzig 1999, ISBN 3-458-34261-3.
- Die schönsten Liebesgedichte. Frankfurt am Main/Leipzig 2000.
- Romantische Märchen. Frankfurt am Main/Leipzig 2002.
- Friedrich Schiller: Die seligen Augenblicke, Gedichte. Frankfurt am Main/Leipzig 2005 (Insel-Bücherei 1263).

## Ehrungen
- 1987: Lion-Feuchtwanger-Preis
- 1989: Evangelischer Buchpreis
- 1993: Förderpreis zum Hans-Erich-Nossack-Preis
- 1994: Mörike-Preis der Stadt Fellbach
- 1994: Fontane-Literaturpreis der Stadt Neuruppin
- 1997: Otto-Braun-Ehrengabe der Deutschen Schillerstiftung
- 1999: Stipendium der Casa di Goethe, Rom[4]
- 2003: Calwer Hermann-Hesse-Stipendium
- 2005: Thüringer Literaturpreis
- 2010: Ehrenbürgerwürde der Stadt Gotha[1]
- 2020: Weimar-Preis[5]